# Almudébar
Almudébar är en ort i Spanien.   Den ligger i provinsen Provincia de Huesca och regionen Aragonien, i den nordöstra delen av landet, 300 km nordost om huvudstaden Madrid. Almudébar ligger 425 meter över havet och antalet invånare är 2 433.
Terrängen runt Almudébar är platt. Runt Almudébar är det glesbefolkat, med 10 invånare per kvadratkilometer. Närmaste större samhälle är Huesca, 17,6 km nordost om Almudébar. Trakten runt Almudébar består till största delen av jordbruksmark.